# Grand Prix de Tennis de Toulouse 1982
Il Grand Prix de Tennis de Toulouse 1982  è stato un torneo di tennis giocato sul cemento indoor. È stata la 1ª edizione del Grand Prix de Tennis de Toulouse, che fa parte del Volvo Grand Prix 1982. Il torneo si è giocato a Tolosa in Francia, dal 6 al 12 novembre 1982.

## Campioni

### Singolare maschile
Yannick Noah ha battuto in finale  Tomáš Šmíd con il punteggio di 6–3, 6–2

### Doppio maschile
Pavel Složil /  Tomáš Šmíd hanno battuto in finale  Jean-Louis Haillet /  Yannick Noah con il punteggio di 6–4, 6–4